# 列奇察
列奇察（羅馬化：Rečyca，發音：[ˈrɛtʂɨtsa]，羅馬化：Rechitsa）是白俄罗斯戈梅利州列奇察區内的城市及该区的行政中心。該市距離州府戈梅利50公里，每年平均降雨量604毫米，該地區受切爾諾貝爾核電廠事故影響，2005年人口65,532。